# 犬糞女
犬糞女（いぬぐそおんな）とは2005年、大韓民国（韓国）の地下鉄車内で、連れていた飼い犬が排泄した糞を処理せずに立ち去った女の呼称の日本語名。韓国のブロガー達によって命名された。ケトンニョ（犬糞女/개똥녀）とも呼ばれる。
女は、乗り合わせた乗客が差し出したティッシュペーパーを、汚れた床ではなく犬の尻を拭うのに使い、周りの乗客がその下痢便を始末するよう説得したにもかかわらず次の駅で地下鉄を降りてしまった。

## 社会の反応
事の発端は、通勤客の一人が女とその飼い犬の写真を撮影して韓国の人気ウェブサイトに投稿した事にある。程なくしてネチズン達は彼女の手がかりから個人を特定し、数日のうちに個人情報がインターネット上で公開された。彼らの目的は、インターネット上で個人情報をさらす事により女の行為を断罪する事であったと考えられている。この写真は程なくして韓国の人気ポータルサイトのイメージ検索の中で最も注目を集める事となる。
一連の出来事は、韓国のメディアによって報道がなされ議論を呼んだ。また、アメリカ合衆国の韓国人コミュニティ内でも同様に議論が起こった。なお、報道によるとこの女は、自分の行為や個人情報が公衆の面前にさらされたために大学退学へ追い込まれたという。

## 問題点
ネチズン達の行動は、韓国の新聞社に“インターネット自警主義”に対する懸念についての社説を掲載させるまでに至った。ある新聞は、「この女こそ、ネット捜索隊（不道徳な行動をした人を探し出し、ネット上で悪人の烙印を押す人々）の被害者である」と書き、またある新聞はそれを「ネット魔女狩り」と表現し、「インターネットは、社会の出来事の全てを勝手に裁き吊し上げる、いわば“裁判所”のようなものになってきている」と続けた。
この出来事は、個人のプライバシー問題にも含みを残す事となった。この女の写真が投稿される事自体は許容されるべきだとしても、個人情報の曝露は許容されるべきでないといった意見や、個人が特定されないように顔のモザイク処理がなされた上で投稿されるべきであったという意見など、議論を呼んでいる。